# しようよ♡
『しようよ♡』（し・よ・う・よ♥）は、1995-1996年にかけて『ミスターマガジン』で連載されていた倉上淳士の漫画。倉上の初連載作品である。単行本は全2巻。　
本稿では、これを原作・原案としたテレビドラマについても併せてここで扱う。

## ストーリー
永田瑛一は念願かなって憧れの職業・教師として私立散桜学園女子高校に赴任となるが、同僚の教師・山賀となりゆきで不本意ながらもイメクラに入ることに。そこでアルバイトをしていた生徒の岩崎美奈と遭遇、連れ戻そうとするがその現場を生活指導担当の教師・能に抑えられ、美奈との関係を疑われ辞職を宣告される。だが、彼女の母で学校の理事長を務める岩崎雅美から提示された「ある条件」をのむことで教師として復帰する。その条件とは「夜はイメクラの店員として働く」というものだった。

## 登場人物
永田瑛一（ながた えいいち）
主人公。私立散桜学園女子高校に赴任してきた新米教師。小学校時代の担任の先生の行動に感動し、教師になることを決意して高校教師となる。赴任先の女子高生・岩崎美奈とイメクラにいたところを目撃され、彼女をかばったことで辞職を宣告される。その後、彼女の母で学園の理事長・雅美の計らいで教職への復帰を果たすも昼は教師、夜はイメクラ店員という二つの顔を持つこととなる。教え子の美奈に振り回されながらも、次第に惹かれていく。　
岩崎美奈（いわさき みな）
瑛一が赴任してきた学園の生徒で、クラスは2年A組。学園の理事長・岩崎雅美を母に持ち、豪邸暮らし。外を見て授業を聞いているそぶりを見せない彼女を見て瑛一は教師の威厳を見せようとするも、逆にやり込められてしまう。成績は全国トップレベルで学園期待の星といわれるが、なりゆきで瑛一が立ち寄ったイメクラにて「みんと」の源氏名でアルバイトをしていた。ノーブラの胸元をチラつかせて瑛一の心を惑わすなど、その小悪魔的な魅力で瑛一を振り回す。
山賀達郎（やまが たつろう）
瑛一と同じく、新卒の教員で担当は英語科。女好きで学校帰りに瑛一を風俗店に誘っておきながら、彼が生活指導担当の教員らに現場を押さえられているのを見て、自分は自主的に繁華街の見回りに来たことをアピールして難を逃れるしたたか者である。
能（のう）
生活指導部の担当教員。強面である。生徒を有害な環境から守り、非行を防止するため繁華街の巡回をしていたところで瑛一と美奈に遭遇、現場を押さえて瑛一に辞職を宣告する。これは醜聞でエリート校のイメージが損なわれることを気にしてのことだった。
岩崎雅美（いわさき まさみ）
美奈の母にして学園の理事長。外見からは子供がいるようには見えないほどにきれいで若く見える。仕事を失い、アパートに篭っていた瑛一のことを娘の美奈から聞き、彼を自宅の応接室に呼び寄せる。復職を希望する瑛一に「夜はイメクラの店員として働く」という条件を課す。

## テレビドラマ
1996年にテレビドラマ化、テレビ朝日系列にてウイークエンドドラマ枠（土曜23時台後半、一部地域は時差放送）で放送。
- しようよ♡ - 放送期間:1996年10月5日 - 11月23日、全7回。
- しようよ2♡ 女教師ナズナの場合 - 放送期間:1996年11月30日 - 12月21日、全4回。

『しようよ♡』は原作の設定をもとにドラマ化しているが、『しようよ2♡』は女教師・及川ナズナを主人公にしたオリジナルストーリーで教師側が女性、生徒側が男性と立場が入れ替わり、メインキャストも一新され独立した物語となっている。
『しようよ♡』は前後編で全2巻、『しようよ2♡』は全1巻で放送終了後にビデオ化された。発売元は東映ビデオ。
ビデオ化の際にはエッチシーンなどの一部描写を放映時よりも強調したものに差し替えた「もっとセクシー・バージョン」としてリリースされた。
しようよ2♡のストーリー
三浦シュンジは童貞の高校生。ナンパされホテルで童貞卒業のチャンスに挑むも失敗し罵声を浴びせられる。そのため女性不信になり失意のまま帰宅したところ、父親が腹上死したという知らせが届く。数日後、通っている高校に及川ナズナという女教師がやってくる。何かとシュンジには優しくしてくれるが、彼女は父親の元恋人で、腹上死した際の相手だった。

### キャスト
しようよ♡
- 永田瑛一：北原雅樹
- 岩崎美奈：小嶺麗奈
- 山賀達郎：遠山俊也
- 能：宇梶剛士
- 岩崎雅美：水沢アキ
- 畝村保：遠城啓輔
- 青蓮ちひろ：湯原麻利絵
- 矢野理恵：中原茉紀
- 三条京子：円本奈都子
- 成沢洋子：長井槙子
- イメクラ店長：NARUKO

しようよ2♡
- 及川ナズナ：城麻美
- 三浦シュンジ：小橋賢児
- 吉川恒樹：安達和也
- 三浦耕作：斉木しげる
- 木村タダシ：須藤公一
- 水樹トオル：橋爪浩一
- 上杉恭子：及川仲
- 校長先生：つじしんめい

### スタッフ
※ （1）、（2）はそれぞれ『しようよ♡』、『しようよ2♡』のみの担当。
　
- 原作：倉上淳士（『しようよ2♡』では原案としてクレジット）
- プロデューサー： 五十嵐文郎・久野昌宏・東城祐司・遠田孝一
- 脚本：橋本以蔵（1）、小野沢美暁（2）
- 演出：今井和久・久野昌宏（1）・長谷川康（2）
- 制作：テレビ朝日、MMJ

### 主題歌
- SHAKE ME UP!

歌：Favorite Blue
(1)のオープニング、(2)のエンディング
- Like @ Angel

歌：黒夢
(1)のエンディング、(2)のオープニング

### 放送リスト
しようよ♡
| 話数  | サブタイトル       | 放送日         | 脚本     | 演出     |
| ----- | ------------------ | -------------- | -------- | -------- |
| 第1話 | Lesson1            | 1996年 10月5日 | 橋本以蔵 | 今井和久 |
| 第2話 | Lesson2            | 10月12日       | 橋本以蔵 | 今井和久 |
| 第3話 | Lesson3            | 10月19日       | 橋本以蔵 | 久野昌宏 |
| 第4話 | Lesson4            | 10月26日       | 橋本以蔵 | 久野昌宏 |
| 第5話 | Lesson5            | 11月9日        | 橋本以蔵 | 今井和久 |
| 第6話 | Lesson6            | 11月16日       | 橋本以蔵 | 今井和久 |
| 第7話 | Last Lesson Finish | 11月23日       | 橋本以蔵 | 久野昌宏 |

しようよ2♡
| 話数  | サブタイトル       | 放送日          | 脚本       | 演出     |
| ----- | ------------------ | --------------- | ---------- | -------- |
| 第1話 | Lesson1            | 1996年 11月30日 | 小野沢美暁 | 今井和久 |
| 第2話 | Lesson2            | 12月7日         | 小野沢美暁 | 今井和久 |
| 第3話 | Lesson3            | 12月14日        | 小野沢美暁 | 長谷川康 |
| 第4話 | Last Lesson Finish | 12月21日        | 小野沢美暁 | 長谷川康 |

### 放送局
- テレビ朝日（制作局）：土曜 23:28 - 23:58
- 北海道テレビ：水曜 0:50 - 1:20（火曜深夜）。放送期間は1996年10月16日（15日深夜）から1997年1月15日（14日深夜）まで[3]。

| テレビ朝日 土曜 23:28 - 23:58 ウイークエンドドラマ枠 | テレビ朝日 土曜 23:28 - 23:58 ウイークエンドドラマ枠 | テレビ朝日 土曜 23:28 - 23:58 ウイークエンドドラマ枠 |
| 前番組                                               | 番組名                                               | 次番組                                               |
| ---------------------------------------------------- | ---------------------------------------------------- | ---------------------------------------------------- |
| 金魚のフン                                           | しようよ♡ しようよ2♡ 女教師ナズナの場合              | お天気お姉さん                                       |